# حفل توزيع جوائز الإيمي برايم تايم السادس والستون
حفل توزيع جوائز الإيمي برايم تايم السنوية، هو حفلٌ أقيم لتكريم أفضل البرامج التلفزيونية المسائيّة في الولايات المتحدة، التي بُثّت من 1 يونيو، 2013 حتى 31 مايو، 2014، حسب اختيار أكاديمية فنون وعلوم التلفزيون. أُقيم الحفل في يوم الاثنين 25 أغسطس، 2014 في مسرح نوكيا، في وسط مدينة لوس أنجلوس، كاليفورنيا، وأذاعته شبكة هيئة الإذاعة الوطنية (NBC) في الولايات المتحدة ودبي وان (Dubai One) وشبكة أوربت شوتايم (OSN) وإم بي سي 4 (MBC4) وستار وورلد (Star World) في الشرق الأوسط وشمال أفريقيا،  استضاف الحفل الكوميدي سيث مايرز لأوّل مرةٍ.

## الجوائز
أُعلن عن المرشحين للجوائز في 10 يوليو عام 2014.

### البرامج
- أفضل مسلسل كوميدي:

العائلة الحديثة Modern Family- هيئة الإذاعة الأمريكية ABC
- أفضل مسلسل درامي:

اختلال ضال Breaking Bad - إيه إم سي AMC
- أفضل مسلسل قصير:

فارغو Fargo - أف إكس FX
- أفضل فيلم تلفزيوني:

القلب العادي The Normal Heart - هوم بوكس أوفيس HBO
- أفضل سلسلة متنوّعة:

تقرير كولبيرت The Colbert Report - كوميدي سنترال Comedy Central
- أفضل برنامج واقعي - برنامج مسابقات:

السباق المدهش The Amazing Race - سي بي إس CBS

### التمثيل

#### دور رئيسي
- أفضل ممثل رئيسي في مسلسل كوميدي:

جيم بارسنز بدور الدكتور شيلدون كوبر - نظرية الانفجار العظيم
- أفضل ممثلة رئيسية في مسلسل كوميدي:

جوليا لوي دريفوس بدور نائبة الرئيس سيلينا ماير - فيب
- أفضل ممثل رئيسي في مسلسل درامي:

براين كرانستون بدور والتر وايت - اختلال ضال
- أفضل ممثلة رئيسية في مسلسل درامي:

جوليانا مارغوليس بدور أليسا فلوريك - الزوجة الطيبة
- أفضل ممثل رئيسي في مسلسل قصير أو فيلم:

بيندكت كامبرباتش بدور شرلوك هولمز - شرلوك
- أفضل ممثلة رئيسية في مسلسل قصير أو فيلم:

جيسيكا لانج بدور فيونا غود - قصة رعب أمريكية

## الأكثر ترشيحاً
حسب الشبكة
- 36 – هوم بوكس أوفيس HBO
- 19 – إف إكس FX
- 11 – نتفليكس Netflix / بوبليك برودكاستنغ سيرفيس PBS
- 10 – إيه إم سي AMC / شوتايم Showtime
- 9 – سي بي إس CBS
- 8 – هيئة الإذاعة الأمريكية ABC/ كوميدي سنترال Comedy Central/ هيئة الإذاعة الوطنية NBC

حسب البرنامج
- 9 – القلب العادي
- 8 – قصة رعب أمريكية / فارغو
- 7 - اختلال ضال

## الأكثر فوزاً
- 5 - اختلال ضال - إيه إم سي AMC
- 3 - العائلة الحديثة - هيئة الإذاعة الأمريكية ABC / شرلوك - بوبليك برودكاستنغ سيرفيس PBS
- 2 - قصة رعب أمريكية - إف إكس FX / فارغو - FX

## روابط خارجية
- حفل توزيع جوائز الإيمي برايم تايم السادس والستون على موقع IMDb (الإنجليزية)